# Дворац Фриц - Христић
Дворац Фриц - Христић се налази  Бачком Новом Селу, у насељу смештеном у општини Бач, у Јужнобачком округу. Дворац Фриц – Христић саграђен је 1900. године и саградиле су га две породице Христић и Фриц.

## Локација
Дворац Фриц - Христић се налази на углу улица Јосифа Панчића и Вука Караџића у Бачком Новом Селу.

## Историја
Две породице, Христић и Фриц су 1900. године подигле велелепно здање дворца, као репрезентативну кућу за становање. Један део дворца је припадао породици Фриц, која је била јеврејског порекла, а други део зграде је припадао породици Христић из Бачке Паланке, српског порекла.

## О дворцу
У основном облику зграда је имала другачији изглед, а данашњи изглед је плод накнадних адаптација после Другог светског рата. Дворац је саграђен у класицистичком стилу. Зграда је била састављена из два дела, која се нису архитектонски битно разликовала.
Репрезентативнији део зграде је срушен након национализације, док су пратећи објекти комплекса дворца срушени 70-тих година 20. века. Преостали део објекта, који се данас може видети је претрпео мање измене, али је у основи изглед остао исти. Изграђен је једноставно, без пуно употребе декоративних елемената на спољној фасади и унутрашњости објекта.

## Дворац данас
До скоро се у овој згради налазила основна школа. Такође, једну од просторија користила је исламска заједница. Данас је дворац напуштен.
Поднет је предлог за заштиту објекта и он се сада налази у такозваној претходној заштити, а заштита је још увек у поступку. Објекат се налази у друштвеној својини и у солидном је стању, али није отворен за посете.

## Галерија
- Дворац Фриц - Христић
- Дворац Фриц - Христић
- Дворац Фриц - Христић
- Дворац Фриц - Христић
- Дворац Фриц - Христић